# Andrea Bocelli/Auszeichnungen für Musikverkäufe

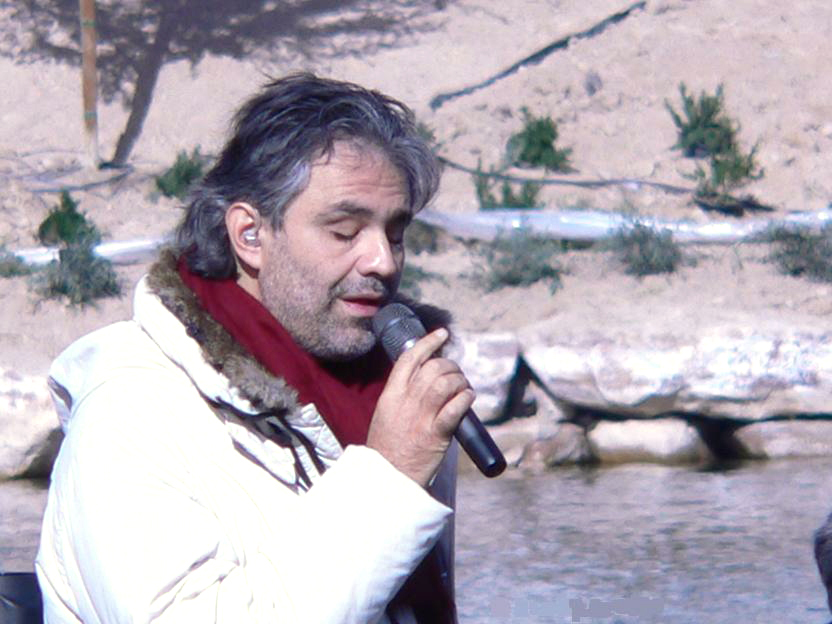
Andrea Bocelli live

Dies ist eine Übersicht über die Auszeichnungen für Musikverkäufe des italienischen Tenors Andrea Bocelli. Die Auszeichnungen finden sich nach ihrer Art (Gold, Platin usw.), nach Staaten getrennt in chronologischer Reihenfolge, geordnet sowie nach den Tonträgern selbst, ebenfalls in chronologischer Reihenfolge, getrennt nach Medium (Alben, Singles usw.), wieder.

## Auszeichnungen
| - Europa (Impala) - 2014: für das Album Love in Portofino - 2014: für das Album Passione - Vereinigtes Königreich - 2013: für das Album Vivere – Live in Tuscany - 2014: für das Album Passione - 2015: für die Single Con te partirò (Solo-Version) - 2018: für das Album Love in Portofino - 2022: für das Album A Family Christmas - Argentinien - 2000: für das Album Sogno - 2000: für das Album Sueno - Australien - 2000: für das Album Aria: The Opera Album - 2000: für das Album Verdi - 2006: für das Album Amore - 2008: für das Album Incanto - 2008: für das Videoalbum Vivere – Live in Tuscany - Belgien - 1999: für das Album Sogno - 2000: für das Album Arie Sacre - 2002: für das Album Cieli di Toscana - 2007: für das Album The Best of Andrea Bocelli – Vivere - Brasilien - 1998: für das Album Romanza - 1999: für das Album Sogno - 2004: für das Album Cieli di Toscana - 2009: für das Album The Best of Andrea Bocelli – Vivere - 2025: für das Album Duets - Dänemark - 2001: für das Album Cieli di Toscana - 2003: für das Album Sentimento - 2005: für das Album Andrea - 2018: für das Album My Christmas - Deutschland - 1997: für das Album Viaggio Italiano - 1998: für das Album Aria: The Opera Album - 1999: für das Album Sogno - 2023: für das Album Cieli di Toscana - 2023: für das Album The Best of Andrea Bocelli – Vivere - Finnland - 1997: für das Album Romanza - 2001: für das Album Cieli di Toscana - 2008: für das Album Incanto - 2009: für das Album My Christmas - Frankreich - 1998: für das Album Aria: The Opera Album - 2001: für das Videoalbum Arie Sacre - 2001: für das Album Cieli di Toscana - GCC - 2010: für das Album Incanto - Griechenland - 2003: für das Album Cieli di Toscana - 2003: für das Album Romanza - 2003: für das Album Sogno - 2008: für das Album The Best of Andrea Bocelli – Vivere - 2008: für das Album Incanto - Irland - 2011: für das Album Concerto: One Night in Central Park - Italien - 2013: für das Album Romanza - 2013: für das Album Passione - 2013: für die Single Vivo per lei - 2017: für die Single Con te partirò (Solo-Version) - 2018: für das Album Sì - Kanada - 2006: für das Album Under the Desert Sky - 2014: für das Album Passione - 2015: für das Album Cinema - Kolumbien - 2010: für das Album Passione - Mexiko - 1999: für das Album Sueno - Neuseeland - 1998: für das Album Aria: The Opera Album - 1999: für das Album Voices From Heaven - 1999: für das Album Viaggio Italiano - 2000: für das Album Verdi - 2004: für das Album Andrea - 2006: für das Album Amore - 2008: für das Videoalbum Vivere: Live From Tuscany - 2023: für die Single The Prayer - Niederlande - 1996: für das Album Il Mare Calmo della Sera - 2002: für das Album Sentimento - 2004: für das Album Andrea - 2009: für das Album My Christmas - Norwegen - 2017: für das Album Incanto - 2017: für das Album Andrea - 2017: für das Album Verdi - 2017: für das Album Aria: The Opera Album - 2017: für das Album Sentimento - 2017: für das Album Viaggio Italiano - 2017: für das Album Bocelli - Österreich - 1998: für das Album Aria: The Opera Album - 1999: für das Album Sogno - 2000: für das Album Arie Sacre - 2001: für das Album Cieli di Toscana - 2006: für das Album Amore - 2007: für das Album The Best of Andrea Bocelli – Vivere - Polen - 1999: für das Album Sogno - 1999: für das Album Aria: The Opera Album - 2016: für das Album Concerto: One Night in Central Park - 2019: für das Album My Christmas - 2021: für das Album Believe - Portugal - 2006: für das Album Amore - 2007: für das Album The Best of Andrea Bocelli – Vivere - 2013: für das Album Passione - Russland - 2007: für das Album The Best of Andrea Bocelli – Vivere - Schweden - 1999: für das Album Sogno - 2000: für das Album Arie Sacre - 2002: für das Album Sentimento - 2007: für das Album The Best of Andrea Bocelli – Vivere - Schweiz - 1997: für das Album Viaggio Italiano - 1998: für das Album Aria: The Opera Album - 2001: für das Album Verdi - 2002: für das Album Sentimento - 2006: für das Album Amore - 2007: für das Album The Best of Andrea Bocelli – Vivere - 2009: für das Album My Christmas - Spanien - 1999: für das Album Sueno - 2001: für das Album Cieli di Toscana - 2006: für das Album Amor - 2024: für die Single Vivo por ella - Ungarn - 2004: für das Album Andrea - 2013: für das Album Passione - 2013: für das Album Love in Portofino - Vereinigte Staaten - 1999: für das Album Viaggio Italiano - 2000: für das Videoalbum Sacred Arias - 2000: für das Album Verdi - 2008: für das Videoalbum Under the Desert Sky - 2010: für das Album Mi Navidad - 2012: für das Album Concerto: One Night in Central Park - 2013: für das Album Passione - Vereinigtes Königreich - 2003: für das Album Viaggio Italiano - 2004: für das Album Andrea - 2013: für das Videoalbum Under the Desert Sky - 2013: für das Videoalbum Concerto: One Night in Central Park - 2013: für das Album Verdi - 2013: für das Album My Christmas - 2013: für das Album Opera - 2013: für das Album The Best of Andrea Bocelli – Vivere - 2013: für das Album Incanto - 2013: für das Album Concerto: One Night in Central Park - 2013: für das Album Aria: The Opera Album - 2015: für das Album Cinema - 2018: für das Album Sì | - Frankreich - 1999: für das Album Sogno - 2000: für das Album Arie Sacre - Argentinien - 1997: für das Album Viaggio Italiano - 2006: für das Videoalbum Under the Desert Sky - 2006: für das Album Amor - Australien - 1999: für das Album Arie Sacre - 2000: für das Album Viaggio Italiano - 2001: für das Album Cieli di Toscana - 2003: für das Album Sentimento - 2004: für das Album Andrea - 2007: für das Videoalbum A Night in Tuscany - 2008: für das Album The Best of Andrea Bocelli – Vivere - Belgien - 1996: für das Album Viaggio Italiano - 1996: für das Album Il Mare Calmo della Sera - 1998: für die Single Vivo per lei - 1999: für das Album Aria: The Opera Album - Brasilien - 2008: für das Album Amore - 2008: für das Videoalbum Under the Desert Sky - 2012: für das Album Incanto - 2013: für das Videoalbum Concerto: One Night in Central Park - Deutschland - 1997: für das Album Romanza - Europa (IFPI) - 1998: für das Album Viaggio Italiano - 1999: für das Album Sacred Arias - 2001: für das Album Cieli di Toscana - 2003: für das Album Sentimento - 2007: für das Album Amore - 2010: für das Album The Best of Andrea Bocelli – Vivere - Finnland - 2006: für das Album Amore - Frankreich - 1997: für die Single Vivo per lei - Irland - 2006: für das Album Amore - 2008: für das Album Incanto - 2009: für das Album My Christmas - Italien - 2012: für das Album Concerto: One Night in Central Park - 2016: für das Album Cinema - 2016: für das Album The Best of Andrea Bocelli – Vivere - Kanada - 2001: für das Album Verdi - 2003: für das Album Sentimento - 2003: für das Album Aria: The Opera Album - 2003: für das Album Viaggio Italiano - 2005: für das Album Andrea - 2006: für das Album Amore - 2008: für das Album The Best of Andrea Bocelli – Vivere - Mexiko - 1996: für das Album Romanza - 2006: für das Album Amor - Neuseeland - 2008: für das Album The Best of Andrea Bocelli – Vivere - 2016: für die Single Time to Say Goodbye - Niederlande - 1997: für das Album Viaggio Italiano - 1999: für das Album Aria: The Opera Album - 2003: für das Album Sentimento - 2006: für das Album Amore - 2008: für das Album The Best of Andrea Bocelli – Vivere - Norwegen - 2000: für das Album Sacred Arias - 2017: für das Album My Christmas - 2017: für das Album Amore - Österreich - 1997: für das Album Bocelli - 1997: für das Album Romanza - 1997: für die Single Time to Say Goodbye - Polen - 1999: für das Album Arie Sacre - 1999: für das Album Romanza - 2007: für das Album Amore - 2008: für das Album Incanto - 2014: für das Album Passione - 2021: für das Album Sì Forever - 2023: für das Album A Family Christmas - Portugal - 2006: für das Videoalbum Credo – John Paul II - 2011: für das Videoalbum Vivere – Live in Tuscany - 2011: für das Album Concerto: One Night in Central Park - Russland - 2006: für das Album Amore - Schweden - 1998: für das Album Romanza - 2001: für das Album Cieli di Toscana - Schweiz - 2001: für das Album Cieli di Toscana - Spanien - 1998: für das Album Aria: The Opera Album - 1999: für das Album Sogno - Ungarn - 2000: für das Album Romanza - 2002: für das Album Sentimento - 2006: für das Album Amore - 2008: für das Album Incanto - 2013: für das Album Concerto: One Night in Central Park - 2015: für das Album Cinema - Vereinigte Staaten - 1999: für das Album Arie Sacre - 2000: für das Album Aria: The Opera Album - 2001: für das Album Cieli di Toscana - 2003: für das Album Sentimento - 2006: für das Album Amore - 2007: für das Album Andrea - 2008: für das Album Lo Mejor de Andrea Bocelli - 2012: für das Album The Best of Andrea Bocelli – Vivere - Vereinigtes Königreich - 2000: für das Album Sogno - 2001: für das Album Romanza - 2001: für das Album Cieli di Toscana - 2002: für das Album Sentimento - 2013: für das Album Sacred Arias - 2013: für das Videoalbum Vivere – Live in Tuscany - 2013: für das Album Amore - 2013: für die Single Time to Say Goodbye | - Australien - 2015: für das Album Sogno - Belgien - 1997: für die Single Con te partirò - 1999: für das Album Romanza - Europa (IFPI) - 2001: für das Album Sogno - Europa (Impala) - 2012: für das Album Amore - 2012: für das Album Concerto: One Night in Central Park - 2012: für das Album My Christmas - 2012: für das Album Romanza - 2012: für das Album The Best of Andrea Bocelli – Vivere - Frankreich - 2001: für das Videoalbum Vivere – Live in Tuscany - Irland - 2007: für das Album The Best of Andrea Bocelli – Vivere - Kanada - 1998: für das Videoalbum Vivere – Live in Tuscany - 2000: für das Album Arie Sacre - 2002: für das Album Cieli di Toscana - Neuseeland - 2000: für das Album Arie Sacre - Niederlande - 1996: für das Album Bocelli - 1997: für das Album Romanza - 1999: für das Album Sogno - 2001: für das Album Verdi - 2001: für das Album Cieli di Toscana - Norwegen - 2017: für das Album The Best of Andrea Bocelli – Vivere - 2017: für das Album Cieli di Toscana - 2017: für das Album Sogno - Polen - 2008: für das Album The Best of Andrea Bocelli – Vivere - 2015: für das Album Love in Portofino - 2019: für das Album Sì - Schweiz - 1997: für die Single Time to Say Goodbye - 2000: für das Album Arie Sacre - Ungarn - 2007: für das Album The Best of Andrea Bocelli – Vivere - Vereinigte Staaten - 1999: für das Album Sogno - 2000: für das Videoalbum Vivere – Live in Tuscany - 2006: für das Album Amor - 2009: für das Album My Christmas - Argentinien - 1997: für das Album Romanza (Italienisch) - 1997: für das Album Romanza (Spanisch) - Dänemark - 2024: für das Album The Best of Andrea Bocelli – Vivere - Europa (IFPI) - 1997: für das Album Bocelli - Neuseeland - 1999: für das Album Sogno - 2002: für das Album Cieli di Toscana - Norwegen - 2017: für das Album Romanza - Polen - 2020: für das Album Cinema - Spanien - 1998: für das Album Romanza - Ungarn - 2010: für das Album My Christmas - Vereinigte Staaten - 1999: für das Album Romanza - Vereinigtes Königreich - 2015: für das Album The Best of Andrea Bocelli – Vivere - Deutschland - 1997: für das Album Bocelli - Italien - 2012: für das Album My Christmas - Niederlande - 2000: für das Album Arie Sacre - Schweiz - 1997: für das Album Bocelli - 2001: für das Album Sogno - Kanada - 2003: für das Album Sogno - 2015: für das Album My Christmas - Neuseeland - 2001: für das Album Romanza - Portugal - 1998: für das Album Romanza - Deutschland - 1998: für die Single Time to Say Goodbye - Belgien - 1996: für das Album Bocelli - Europa (IFPI) - 2001: für das Album Romanza - Tschechien - 1999: für das Album Romanza - Australien - 2015: für das Album Romanza - Schweiz - 1998: für das Album Romanza - Frankreich - 1997: für das Album Romanza - Kanada - 1999: für das Album Romanza - Brasilien - 2009: für das Videoalbum Vivere – Live in Tuscany |

## Auszeichnungen nach Alben

### Il Mare Calmo della Sera
| Land/Region        | Auszeichnungen für Musikverkäufe (Land/Region, Auszeichnung, Verkäufe) | Verkäufe |
| ------------------ | ---------------------------------------------------------------------- | -------- |
| Belgien (BRMA)     | Platin                                                                 | 50.000   |
| Niederlande (NVPI) | Gold                                                                   | 50.000   |
| Insgesamt          | 1× Gold · 1× Platin ·                                                  | 100.000  |

### Bocelli
| Land/Region        | Auszeichnungen für Musikverkäufe (Land/Region, Auszeichnung, Verkäufe) | Verkäufe    |
| ------------------ | ---------------------------------------------------------------------- | ----------- |
| Belgien (BRMA)     | 6× Platin                                                              | (300.000)   |
| Deutschland (BVMI) | 4× Platin                                                              | (2.000.000) |
| Europa (IFPI)      | 3× Platin                                                              | 3.000.000   |
| Niederlande (NVPI) | 2× Platin                                                              | (200.000)   |
| Norwegen (IFPI)    | Gold                                                                   | (15.000)    |
| Österreich (IFPI)  | Platin                                                                 | (20.000)    |
| Schweiz (IFPI)     | 4× Platin                                                              | (200.000)   |
| Insgesamt          | 1× Gold · 20× Platin ·                                                 | 3.000.000   |

### Voices From Heaven
| Land/Region       | Auszeichnungen für Musikverkäufe (Land/Region, Auszeichnung, Verkäufe) | Verkäufe |
| ----------------- | ---------------------------------------------------------------------- | -------- |
| Neuseeland (RMNZ) | Gold                                                                   | 7.500    |
| Insgesamt         | 1× Gold ·                                                              | 7.500    |

### Viaggio Italiano
| Land/Region                  | Auszeichnungen für Musikverkäufe (Land/Region, Auszeichnung, Verkäufe) | Verkäufe  |
| ---------------------------- | ---------------------------------------------------------------------- | --------- |
| Argentinien (CAPIF)          | Platin                                                                 | 60.000    |
| Australien (ARIA)            | Platin                                                                 | 70.000    |
| Belgien (BRMA)               | Platin                                                                 | (50.000)  |
| Deutschland (BVMI)           | Gold                                                                   | (250.000) |
| Europa (IFPI)                | Platin                                                                 | 1.000.000 |
| Kanada (MC)                  | Platin                                                                 | 100.000   |
| Neuseeland (RMNZ)            | Gold                                                                   | 7.500     |
| Niederlande (NVPI)           | Platin                                                                 | (100.000) |
| Norwegen (IFPI)              | Gold                                                                   | (15.000)  |
| Schweiz (IFPI)               | Gold                                                                   | (25.000)  |
| Vereinigte Staaten (RIAA)    | Gold                                                                   | 500.000   |
| Vereinigtes Königreich (BPI) | Platin                                                                 | (300.000) |
| Insgesamt                    | 5× Gold · 7× Platin ·                                                  | 1.737.500 |

### Romanza
| Land/Region                  | Auszeichnungen für Musikverkäufe (Land/Region, Auszeichnung, Verkäufe) | Verkäufe    |
| ---------------------------- | ---------------------------------------------------------------------- | ----------- |
| Argentinien (CAPIF)          | 3× Platin (Italienisch) · + 3× Platin (Spanisch)                       | 360.000     |
| Australien (ARIA)            | 7× Platin                                                              | 490.000     |
| Belgien (BRMA)               | 2× Platin                                                              | (100.000)   |
| Brasilien (PMB)              | Gold                                                                   | 100.000     |
| Deutschland (BVMI)           | Platin                                                                 | (500.000)   |
| Europa (IFPI)                | 6× Platin                                                              | 6.000.000   |
| Europa (Impala)              | 2× Platin                                                              | (800.000)   |
| Finnland (IFPI)              | Gold                                                                   | (28.592)    |
| Frankreich (SNEP)            | Diamant                                                                | (1.000.000) |
| Griechenland (IFPI)          | Gold                                                                   | (10.000)    |
| Italien (FIMI)               | Gold                                                                   | (50.000)    |
| Kanada (MC)                  | Diamant                                                                | 1.120.000   |
| Mexiko (AMPROFON)            | Platin                                                                 | 250.000     |
| Neuseeland (RMNZ)            | 5× Platin                                                              | 75.000      |
| Niederlande (NVPI)           | 2× Platin                                                              | (200.000)   |
| Norwegen (IFPI)              | 3× Platin                                                              | (90.000)    |
| Österreich (IFPI)            | Platin                                                                 | (50.000)    |
| Polen (ZPAV)                 | Platin                                                                 | (100.000)   |
| Portugal (AFP)               | 5× Platin                                                              | (200.000)   |
| Schweden (IFPI)              | Platin                                                                 | (80.000)    |
| Schweiz (IFPI)               | 7× Platin                                                              | (350.000)   |
| Spanien (Promusicae)         | 3× Platin                                                              | (300.000)   |
| Tschechien (IFPI)            | 6× Platin                                                              | (182.000)   |
| Ungarn (MAHASZ)              | Platin                                                                 | (50.000)    |
| Vereinigte Staaten (RIAA)    | 3× Platin                                                              | 4.200.000   |
| Vereinigtes Königreich (BPI) | Platin                                                                 | (300.000)   |
| Insgesamt                    | 4× Gold · 64× Platin · 2× Diamant ·                                    | 12.645.000  |

### Aria: The Opera Album
| Land/Region                  | Auszeichnungen für Musikverkäufe (Land/Region, Auszeichnung, Verkäufe) | Verkäufe  |
| ---------------------------- | ---------------------------------------------------------------------- | --------- |
| Australien (ARIA)            | Gold                                                                   | 35.000    |
| Belgien (BRMA)               | Platin                                                                 | 50.000    |
| Deutschland (BVMI)           | Gold                                                                   | 250.000   |
| Frankreich (SNEP)            | Gold                                                                   | 100.000   |
| Kanada (MC)                  | Platin                                                                 | 100.000   |
| Neuseeland (RMNZ)            | Gold                                                                   | 7.500     |
| Niederlande (NVPI)           | Platin                                                                 | 30.000    |
| Norwegen (IFPI)              | Gold                                                                   | 15.000    |
| Österreich (IFPI)            | Gold                                                                   | 25.000    |
| Polen (ZPAV)                 | Gold                                                                   | 50.000    |
| Schweiz (IFPI)               | Gold                                                                   | 25.000    |
| Spanien (Promusicae)         | Platin                                                                 | 100.000   |
| Vereinigte Staaten (RIAA)    | Platin                                                                 | 1.000.000 |
| Vereinigtes Königreich (BPI) | Gold                                                                   | 100.000   |
| Insgesamt                    | 9× Gold · 5× Platin ·                                                  | 1.897.500 |

### Sogno/ Sueno
| Land/Region                  | Auszeichnungen für Musikverkäufe (Land/Region, Auszeichnung, Verkäufe) | Verkäufe  |
| ---------------------------- | ---------------------------------------------------------------------- | --------- |
| Argentinien (CAPIF)          | Platin (Sogno) · + Gold (Sueno)                                        | 60.000    |
| Australien (ARIA)            | 2× Platin                                                              | 140.000   |
| Belgien (BRMA)               | Gold                                                                   | (25.000)  |
| Brasilien (PMB)              | Gold                                                                   | 100.000   |
| Deutschland (BVMI)           | Gold                                                                   | (250.000) |
| Europa (IFPI)                | 2× Platin                                                              | 2.000.000 |
| Frankreich (SNEP)            | 2× Gold                                                                | (200.000) |
| Griechenland (IFPI)          | Gold                                                                   | (10.000)  |
| Kanada (MC)                  | 5× Platin                                                              | 500.000   |
| Mexiko (AMPROFON)            | Gold                                                                   | 75.000    |
| Neuseeland (RMNZ)            | 3× Platin                                                              | 45.000    |
| Niederlande (NVPI)           | 2× Platin                                                              | (200.000) |
| Norwegen (IFPI)              | 2× Platin                                                              | (60.000)  |
| Österreich (IFPI)            | Gold                                                                   | (25.000)  |
| Polen (ZPAV)                 | Gold                                                                   | (50.000)  |
| Schweden (IFPI)              | Gold                                                                   | (40.000)  |
| Schweiz (IFPI)               | 4× Platin                                                              | (200.000) |
| Spanien (Promusicae)         | Platin (Sogno) · + Gold (Sueno)                                        | (150.000) |
| Vereinigte Staaten (RIAA)    | 2× Platin                                                              | 2.500.000 |
| Vereinigtes Königreich (BPI) | Platin                                                                 | (300.000) |
| Insgesamt                    | 12× Gold · 24× Platin ·                                                | 5.390.000 |

### Arie Sacre / Sacred Arias
| Land/Region                  | Auszeichnungen für Musikverkäufe (Land/Region, Auszeichnung, Verkäufe) | Verkäufe  |
| ---------------------------- | ---------------------------------------------------------------------- | --------- |
| Australien (ARIA)            | Platin                                                                 | 70.000    |
| Belgien (BRMA)               | Gold                                                                   | (25.000)  |
| Europa (IFPI)                | Platin                                                                 | 1.000.000 |
| Finnland (IFPI)              | —                                                                      | (19.445)  |
| Frankreich (SNEP)            | 2× Gold                                                                | (200.000) |
| Kanada (MC)                  | 2× Platin                                                              | 200.000   |
| Neuseeland (RMNZ)            | 2× Platin                                                              | 30.000    |
| Niederlande (NVPI)           | 4× Platin                                                              | (120.000) |
| Norwegen (IFPI)              | Platin                                                                 | (50.000)  |
| Österreich (IFPI)            | Gold                                                                   | (25.000)  |
| Polen (ZPAV)                 | Platin                                                                 | (100.000) |
| Schweden (IFPI)              | Gold                                                                   | (40.000)  |
| Schweiz (IFPI)               | 2× Platin                                                              | (100.000) |
| Vereinigte Staaten (RIAA)    | Platin                                                                 | 1.000.000 |
| Vereinigtes Königreich (BPI) | Platin                                                                 | (300.000) |
| Insgesamt                    | 5× Gold · 16× Platin ·                                                 | 2.300.000 |

### Verdi
| Land/Region                  | Auszeichnungen für Musikverkäufe (Land/Region, Auszeichnung, Verkäufe) | Verkäufe |
| ---------------------------- | ---------------------------------------------------------------------- | -------- |
| Australien (ARIA)            | Gold                                                                   | 35.000   |
| Kanada (MC)                  | Platin                                                                 | 100.000  |
| Neuseeland (RMNZ)            | Gold                                                                   | 7.500    |
| Niederlande (NVPI)           | 2× Platin                                                              | 60.000   |
| Norwegen (IFPI)              | Gold                                                                   | 15.000   |
| Schweiz (IFPI)               | Gold                                                                   | 20.000   |
| Vereinigte Staaten (RIAA)    | Gold                                                                   | 500.000  |
| Vereinigtes Königreich (BPI) | Gold                                                                   | 100.000  |
| Insgesamt                    | 6× Gold · 3× Platin ·                                                  | 837.500  |

### Cieli di Toscana
| Land/Region                  | Auszeichnungen für Musikverkäufe (Land/Region, Auszeichnung, Verkäufe) | Verkäufe    |
| ---------------------------- | ---------------------------------------------------------------------- | ----------- |
| Australien (ARIA)            | Platin                                                                 | 70.000      |
| Belgien (BRMA)               | Gold                                                                   | 25.000      |
| Brasilien (PMB)              | Gold                                                                   | 50.000      |
| Dänemark (IFPI)              | Gold                                                                   | 25.000      |
| Deutschland (BVMI)           | Gold                                                                   | 150.000     |
| Europa (IFPI)                | Platin                                                                 | (1.000.000) |
| Finnland (IFPI)              | Gold                                                                   | 19.198      |
| Frankreich (SNEP)            | Gold                                                                   | 100.000     |
| Griechenland (IFPI)          | Gold                                                                   | 10.000      |
| Kanada (MC)                  | 2× Platin                                                              | 200.000     |
| Neuseeland (RMNZ)            | 3× Platin                                                              | 45.000      |
| Niederlande (NVPI)           | 2× Platin                                                              | 160.000     |
| Norwegen (IFPI)              | 2× Platin                                                              | 60.000      |
| Österreich (IFPI)            | Gold                                                                   | 20.000      |
| Schweden (IFPI)              | Platin                                                                 | 80.000      |
| Schweiz (IFPI)               | Platin                                                                 | 40.000      |
| Spanien (Promusicae)         | Gold                                                                   | 50.000      |
| Vereinigte Staaten (RIAA)    | Platin                                                                 | 1.000.000   |
| Vereinigtes Königreich (BPI) | Platin                                                                 | 300.000     |
| Insgesamt                    | 9× Gold · 15× Platin ·                                                 | 2.404.198   |

### Sentimento
| Land/Region                  | Auszeichnungen für Musikverkäufe (Land/Region, Auszeichnung, Verkäufe) | Verkäufe  |
| ---------------------------- | ---------------------------------------------------------------------- | --------- |
| Australien (ARIA)            | Platin                                                                 | 70.000    |
| Dänemark (IFPI)              | Gold                                                                   | (25.000)  |
| Europa (IFPI)                | Platin                                                                 | 1.000.000 |
| Kanada (MC)                  | Platin                                                                 | 100.000   |
| Neuseeland (RMNZ)            | Platin                                                                 | 15.000    |
| Niederlande (NVPI)           | Gold                                                                   | (15.000)  |
| Norwegen (IFPI)              | Gold                                                                   | (15.000)  |
| Schweden (IFPI)              | Gold                                                                   | (30.000)  |
| Schweiz (IFPI)               | Gold                                                                   | (20.000)  |
| Ungarn (MAHASZ)              | Platin                                                                 | (20.000)  |
| Vereinigte Staaten (RIAA)    | Platin                                                                 | 1.000.000 |
| Vereinigtes Königreich (BPI) | Platin                                                                 | (300.000) |
| Insgesamt                    | 5× Gold · 7× Platin ·                                                  | 2.185.000 |

### Andrea
| Land/Region                  | Auszeichnungen für Musikverkäufe (Land/Region, Auszeichnung, Verkäufe) | Verkäufe  |
| ---------------------------- | ---------------------------------------------------------------------- | --------- |
| Australien (ARIA)            | Platin                                                                 | 70.000    |
| Dänemark (IFPI)              | Gold                                                                   | 20.000    |
| Kanada (MC)                  | Platin                                                                 | 100.000   |
| Neuseeland (RMNZ)            | Gold                                                                   | 7.500     |
| Niederlande (NVPI)           | Gold                                                                   | 40.000    |
| Norwegen (IFPI)              | Gold                                                                   | 15.000    |
| Ungarn (MAHASZ)              | Gold                                                                   | 10.000    |
| Vereinigte Staaten (RIAA)    | Platin                                                                 | 1.000.000 |
| Vereinigtes Königreich (BPI) | Gold                                                                   | 100.000   |
| Insgesamt                    | 6× Gold · 3× Platin ·                                                  | 1.362.500 |

### Amore/ Amor
| Land/Region                  | Auszeichnungen für Musikverkäufe (Land/Region, Auszeichnung, Verkäufe) | Verkäufe  |
| ---------------------------- | ---------------------------------------------------------------------- | --------- |
| Argentinien (CAPIF)          | Platin                                                                 | 40.000    |
| Australien (ARIA)            | Gold                                                                   | 35.000    |
| Brasilien (PMB)              | Platin                                                                 | 60.000    |
| Europa (IFPI)                | Platin                                                                 | 1.000.000 |
| Europa (Impala)              | 2× Platin                                                              | (800.000) |
| Finnland (IFPI)              | Platin                                                                 | (49.369)  |
| Irland (IRMA)                | Platin                                                                 | (15.000)  |
| Kanada (MC)                  | Platin                                                                 | 100.000   |
| Mexiko (AMPROFON)            | Platin                                                                 | 100.000   |
| Neuseeland (RMNZ)            | Gold                                                                   | 7.500     |
| Niederlande (NVPI)           | Platin                                                                 | (70.000)  |
| Norwegen (IFPI)              | Platin                                                                 | (30.000)  |
| Österreich (IFPI)            | Gold                                                                   | (20.000)  |
| Polen (ZPAV)                 | Platin                                                                 | (20.000)  |
| Portugal (AFP)               | Gold                                                                   | (10.000)  |
| Russland (NFPF)              | Platin                                                                 | (20.000)  |
| Schweiz (IFPI)               | Gold                                                                   | (15.000)  |
| Spanien (Promusicae)         | Gold                                                                   | (40.000)  |
| Ungarn (MAHASZ)              | Platin                                                                 | (10.000)  |
| Vereinigte Staaten (RIAA)    | Platin (Amore) · + 2× Platin (Amor, Latin)                             | 1.660.000 |
| Vereinigtes Königreich (BPI) | Platin                                                                 | (300.000) |
| Insgesamt                    | 6× Gold · 18× Platin ·                                                 | 3.002.500 |

### The Best of Andrea Bocelli – Vivere / Lo Mejor de Andrea Bocelli
| Land/Region                  | Auszeichnungen für Musikverkäufe (Land/Region, Auszeichnung, Verkäufe) | Verkäufe    |
| ---------------------------- | ---------------------------------------------------------------------- | ----------- |
| Australien (ARIA)            | Platin                                                                 | 70.000      |
| Belgien (BRMA)               | Gold                                                                   | 15.000      |
| Brasilien (PMB)              | Gold                                                                   | 30.000      |
| Dänemark (IFPI)              | 3× Platin                                                              | 60.000      |
| Deutschland (BVMI)           | Gold                                                                   | 100.000     |
| Europa (IFPI)                | Platin                                                                 | (1.000.000) |
| Europa (Impala)              | 2× Platin                                                              | (800.000)   |
| Finnland (IFPI)              | —                                                                      | 13.274      |
| Griechenland (IFPI)          | Gold                                                                   | 7.500       |
| Irland (IRMA)                | 2× Platin                                                              | 30.000      |
| Italien (FIMI)               | Platin                                                                 | 50.000      |
| Kanada (MC)                  | Platin                                                                 | 100.000     |
| Neuseeland (RMNZ)            | Platin                                                                 | 15.000      |
| Niederlande (NVPI)           | Platin                                                                 | 60.000      |
| Norwegen (IFPI)              | 2× Platin                                                              | 60.000      |
| Österreich (IFPI)            | Gold                                                                   | 10.000      |
| Polen (ZPAV)                 | 2× Platin                                                              | 40.000      |
| Portugal (AFP)               | Gold                                                                   | 10.000      |
| Russland (NFPF)              | Gold                                                                   | 10.000      |
| Schweden (IFPI)              | Gold                                                                   | 20.000      |
| Schweiz (IFPI)               | Gold                                                                   | 15.000      |
| Ungarn (MAHASZ)              | 2× Platin                                                              | 12.000      |
| Vereinigte Staaten (RIAA)    | Platin (Vivere) · + Platin (Lo Mejor de, Latin)                        | 1.000.000   |
| Vereinigtes Königreich (BPI) | 3× Platin                                                              | 900.000     |
| Insgesamt                    | 9× Gold · 24× Platin ·                                                 | 2.687.774   |

### Incanto
| Land/Region                  | Auszeichnungen für Musikverkäufe (Land/Region, Auszeichnung, Verkäufe) | Verkäufe |
| ---------------------------- | ---------------------------------------------------------------------- | -------- |
| Australien (ARIA)            | Gold                                                                   | 35.000   |
| Brasilien (PMB)              | Platin                                                                 | 60.000   |
| Finnland (IFPI)              | Gold                                                                   | 14.349   |
| Golf-Kooperationsrat (IFPI)  | Gold                                                                   | 3.000    |
| Griechenland (IFPI)          | Gold                                                                   | 7.500    |
| Irland (IRMA)                | Platin                                                                 | 15.000   |
| Norwegen (IFPI)              | Gold                                                                   | 15.000   |
| Polen (ZPAV)                 | Platin                                                                 | 20.000   |
| Ungarn (MAHASZ)              | Platin                                                                 | 6.000    |
| Vereinigtes Königreich (BPI) | Gold                                                                   | 100.000  |
| Insgesamt                    | 6× Gold · 4× Platin ·                                                  | 275.849  |

### My Christmas/ Mi Navidad
| Land/Region                  | Auszeichnungen für Musikverkäufe (Land/Region, Auszeichnung, Verkäufe) | Verkäufe  |
| ---------------------------- | ---------------------------------------------------------------------- | --------- |
| Dänemark (IFPI)              | Gold                                                                   | (10.000)  |
| Europa (Impala)              | 2× Platin                                                              | 800.000   |
| Finnland (IFPI)              | Gold                                                                   | (14.796)  |
| Irland (IRMA)                | Platin                                                                 | (15.000)  |
| Italien (FIMI)               | 4× Platin                                                              | (240.000) |
| Kanada (MC)                  | 5× Platin                                                              | 400.000   |
| Niederlande (NVPI)           | Gold                                                                   | (25.000)  |
| Norwegen (IFPI)              | Platin                                                                 | (30.000)  |
| Polen (ZPAV)                 | Gold                                                                   | (10.000)  |
| Schweiz (IFPI)               | Gold                                                                   | (15.000)  |
| Ungarn (MAHASZ)              | 3× Platin                                                              | (18.000)  |
| Vereinigte Staaten (RIAA)    | 2× Platin (My Christmas) · + Gold (Mi Navidad, Latin)                  | 3.010.000 |
| Vereinigtes Königreich (BPI) | Gold                                                                   | (100.000) |
| Insgesamt                    | 7× Gold · 18× Platin ·                                                 | 4.210.000 |

### Concerto: One Night in Central Park
| Land/Region                  | Auszeichnungen für Musikverkäufe (Land/Region, Auszeichnung, Verkäufe) | Verkäufe  |
| ---------------------------- | ---------------------------------------------------------------------- | --------- |
| Europa (Impala)              | 2× Platin                                                              | 800.000   |
| Irland (IRMA)                | Gold                                                                   | (7.500)   |
| Italien (FIMI)               | Platin                                                                 | (60.000)  |
| Polen (ZPAV)                 | Gold                                                                   | (10.000)  |
| Portugal (AFP)               | Platin                                                                 | (20.000)  |
| Ungarn (MAHASZ)              | Platin                                                                 | (2.000)   |
| Vereinigte Staaten (RIAA)    | Gold                                                                   | 500.000   |
| Vereinigtes Königreich (BPI) | Gold                                                                   | (100.000) |
| Insgesamt                    | 4× Gold · 3× Platin ·                                                  | 1.300.000 |

### Opera
| Land/Region                  | Auszeichnungen für Musikverkäufe (Land/Region, Auszeichnung, Verkäufe) | Verkäufe |
| ---------------------------- | ---------------------------------------------------------------------- | -------- |
| Vereinigtes Königreich (BPI) | Gold                                                                   | 100.000  |
| Insgesamt                    | 1× Gold ·                                                              | 100.000  |

### Passione
| Land/Region                  | Auszeichnungen für Musikverkäufe (Land/Region, Auszeichnung, Verkäufe) | Verkäufe |
| ---------------------------- | ---------------------------------------------------------------------- | -------- |
| Europa (Impala)              | Silber                                                                 | (20.000) |
| Italien (FIMI)               | Gold                                                                   | 30.000   |
| Kanada (MC)                  | Gold                                                                   | 40.000   |
| Kolumbien (ASINCOL)          | Gold                                                                   | 5.000    |
| Polen (ZPAV)                 | Platin                                                                 | 20.000   |
| Portugal (AFP)               | Gold                                                                   | 7.500    |
| Ungarn (MAHASZ)              | Gold                                                                   | 3.000    |
| Vereinigte Staaten (RIAA)    | Gold                                                                   | 500.000  |
| Vereinigtes Königreich (BPI) | Silber                                                                 | 60.000   |
| Insgesamt                    | 2× Silber · 6× Gold · 1× Platin ·                                      | 655.500  |

### Love in Portofino
| Land/Region                  | Auszeichnungen für Musikverkäufe (Land/Region, Auszeichnung, Verkäufe) | Verkäufe |
| ---------------------------- | ---------------------------------------------------------------------- | -------- |
| Europa (Impala)              | Silber                                                                 | (20.000) |
| Polen (ZPAV)                 | 2× Platin                                                              | 40.000   |
| Ungarn (MAHASZ)              | Gold                                                                   | 1.000    |
| Vereinigtes Königreich (BPI) | Silber                                                                 | 60.000   |
| Insgesamt                    | 2× Silber · 1× Gold · 2× Platin ·                                      | 101.000  |

### Cinema
| Land/Region                  | Auszeichnungen für Musikverkäufe (Land/Region, Auszeichnung, Verkäufe) | Verkäufe |
| ---------------------------- | ---------------------------------------------------------------------- | -------- |
| Italien (FIMI)               | Platin                                                                 | 50.000   |
| Kanada (MC)                  | Gold                                                                   | 40.000   |
| Polen (ZPAV)                 | 3× Platin                                                              | 60.000   |
| Ungarn (MAHASZ)              | Platin                                                                 | 6.000    |
| Vereinigtes Königreich (BPI) | Gold                                                                   | 100.000  |
| Insgesamt                    | 2× Gold · 5× Platin ·                                                  | 256.000  |

### Sì / Sì Forever
| Land/Region                  | Auszeichnungen für Musikverkäufe (Land/Region, Auszeichnung, Verkäufe) | Verkäufe |
| ---------------------------- | ---------------------------------------------------------------------- | -------- |
| Italien (FIMI)               | Gold                                                                   | 25.000   |
| Polen (ZPAV)                 | 2× Platin (Sì) · + Platin (Sì Forever)                                 | 60.000   |
| Vereinigtes Königreich (BPI) | Gold                                                                   | 100.000  |
| Insgesamt                    | 2× Gold · 3× Platin ·                                                  | 185.000  |

### Believe
| Land/Region  | Auszeichnungen für Musikverkäufe (Land/Region, Auszeichnung, Verkäufe) | Verkäufe |
| ------------ | ---------------------------------------------------------------------- | -------- |
| Polen (ZPAV) | Platin                                                                 | 20.000   |
| Insgesamt    | 1× Platin ·                                                            | 20.000   |

### A Family Christmas
| Land/Region                  | Auszeichnungen für Musikverkäufe (Land/Region, Auszeichnung, Verkäufe) | Verkäufe |
| ---------------------------- | ---------------------------------------------------------------------- | -------- |
| Polen (ZPAV)                 | Platin                                                                 | 20.000   |
| Vereinigtes Königreich (BPI) | Silber                                                                 | 60.000   |
| Insgesamt                    | 1× Silber · 1× Platin ·                                                | 80.000   |

### Duets
| Land/Region     | Auszeichnungen für Musikverkäufe (Land/Region, Auszeichnung, Verkäufe) | Verkäufe |
| --------------- | ---------------------------------------------------------------------- | -------- |
| Brasilien (PMB) | Gold                                                                   | 20.000   |
| Insgesamt       | 1× Gold ·                                                              | 20.000   |

## Auszeichnungen nach Singles

### Vivo per lei / Vivo por ella
| Land/Region          | Auszeichnungen für Musikverkäufe (Land/Region, Auszeichnung, Verkäufe) | Verkäufe |
| -------------------- | ---------------------------------------------------------------------- | -------- |
| Belgien (BRMA)       | Platin                                                                 | 50.000   |
| Frankreich (SNEP)    | Platin                                                                 | 500.000  |
| Italien (FIMI)       | Gold                                                                   | 25.000   |
| Spanien (Promusicae) | Gold                                                                   | 30.000   |
| Insgesamt            | 2× Gold · 2× Platin ·                                                  | 605.000  |

### Con te partirò
| Land/Region    | Auszeichnungen für Musikverkäufe (Land/Region, Auszeichnung, Verkäufe) | Verkäufe |
| -------------- | ---------------------------------------------------------------------- | -------- |
| Belgien (BRMA) | 2× Platin                                                              | 100.000  |
| Insgesamt      | 2× Platin ·                                                            | 100.000  |

### Time to Say Goodbye
| Land/Region                  | Auszeichnungen für Musikverkäufe (Land/Region, Auszeichnung, Verkäufe) | Verkäufe  |
| ---------------------------- | ---------------------------------------------------------------------- | --------- |
| Deutschland (BVMI)           | 11× Gold                                                               | 2.750.000 |
| Neuseeland (RMNZ)            | Platin                                                                 | 30.000    |
| Österreich (IFPI)            | Platin                                                                 | 50.000    |
| Schweiz (IFPI)               | 2× Platin                                                              | 100.000   |
| Vereinigtes Königreich (BPI) | Platin                                                                 | 600.000   |
| Insgesamt                    | 1× Gold · 10× Platin ·                                                 | 3.530.000 |

### Con te partirò(Solo-Version)
| Land/Region                  | Auszeichnungen für Musikverkäufe (Land/Region, Auszeichnung, Verkäufe) | Verkäufe |
| ---------------------------- | ---------------------------------------------------------------------- | -------- |
| Italien (FIMI)               | Gold                                                                   | 10.000   |
| Vereinigtes Königreich (BPI) | Silber                                                                 | 200.000  |
| Insgesamt                    | 1× Silber · 1× Gold ·                                                  | 210.000  |

### The Prayer
| Land/Region       | Auszeichnungen für Musikverkäufe (Land/Region, Auszeichnung, Verkäufe) | Verkäufe |
| ----------------- | ---------------------------------------------------------------------- | -------- |
| Neuseeland (RMNZ) | Gold                                                                   | 15.000   |
| Insgesamt         | 1× Gold ·                                                              | 15.000   |

## Auszeichnungen nach Videoalben

### A Night in Tuscany
| Land/Region                  | Auszeichnungen für Musikverkäufe (Land/Region, Auszeichnung, Verkäufe) | Verkäufe |
| ---------------------------- | ---------------------------------------------------------------------- | -------- |
| Australien (ARIA)            | Platin                                                                 | 15.000   |
| Frankreich (SNEP)            | 2× Platin                                                              | 40.000   |
| Kanada (MC)                  | 2× Platin                                                              | 20.000   |
| Vereinigte Staaten (RIAA)    | 2× Platin                                                              | 200.000  |
| Vereinigtes Königreich (BPI) | Platin                                                                 | 50.000   |
| Insgesamt                    | 8× Platin ·                                                            | 325.000  |

### Arie Sacre
| Land/Region               | Auszeichnungen für Musikverkäufe (Land/Region, Auszeichnung, Verkäufe) | Verkäufe |
| ------------------------- | ---------------------------------------------------------------------- | -------- |
| Frankreich (SNEP)         | Gold                                                                   | 10.000   |
| Vereinigte Staaten (RIAA) | Gold                                                                   | 50.000   |
| Insgesamt                 | 2× Gold ·                                                              | 60.000   |

### Credo – John Paul II
| Land/Region    | Auszeichnungen für Musikverkäufe (Land/Region, Auszeichnung, Verkäufe) | Verkäufe |
| -------------- | ---------------------------------------------------------------------- | -------- |
| Portugal (AFP) | Platin                                                                 | 8.000    |
| Insgesamt      | 1× Platin ·                                                            | 8.000    |

### Under the Desert Sky
| Land/Region                  | Auszeichnungen für Musikverkäufe (Land/Region, Auszeichnung, Verkäufe) | Verkäufe |
| ---------------------------- | ---------------------------------------------------------------------- | -------- |
| Argentinien (CAPIF)          | Platin                                                                 | 8.000    |
| Brasilien (PMB)              | Platin                                                                 | 30.000   |
| Vereinigte Staaten (RIAA)    | Gold                                                                   | 50.000   |
| Vereinigtes Königreich (BPI) | Gold                                                                   | 25.000   |
| Insgesamt                    | 2× Gold · 2× Platin ·                                                  | 113.000  |

### Vivere: Live From Tuscany
| Land/Region       | Auszeichnungen für Musikverkäufe (Land/Region, Auszeichnung, Verkäufe) | Verkäufe |
| ----------------- | ---------------------------------------------------------------------- | -------- |
| Australien (ARIA) | Gold                                                                   | 7.500    |
| Brasilien (PMB)   | 3× Diamant                                                             | 300.000  |
| Neuseeland (RMNZ) | Gold                                                                   | 2.500    |
| Portugal (AFP)    | Platin                                                                 | 8.000    |
| Insgesamt         | 2× Gold · 1× Platin · 3× Diamant ·                                     | 318.000  |

### Concerto: One Night in Central Park
| Land/Region                  | Auszeichnungen für Musikverkäufe (Land/Region, Auszeichnung, Verkäufe) | Verkäufe |
| ---------------------------- | ---------------------------------------------------------------------- | -------- |
| Brasilien (PMB)              | Platin                                                                 | 30.000   |
| Vereinigtes Königreich (BPI) | Gold                                                                   | 25.000   |
| Insgesamt                    | 1× Gold · 1× Platin ·                                                  | 55.000   |

## Statistik und Quellen
| Land/RegionAuszeichnungen für Musikverkäufe (Land/Region, Auszeichnungen, Verkäufe, Quellen) | Silber     | Gold         | Platin         | Diamant     | Verkäufe     | Quellen |
| -------------------------------------------------------------------------------------------- | ---------- | ------------ | -------------- | ----------- | ------------ | --- |
| Argentinien (CAPIF)                                                                          | —          | 2× Gold2     | 9× Platin9     | —           | 528.000      | capif.org.ar (Memento vom 6. Juli 2011 im Internet Archive) AR2 (Memento vom 31. Mai 2011 im Internet Archive) |
| Australien (ARIA)                                                                            | —          | 5× Gold5     | 16× Platin16   | —           | 1.212.500    | aria.com.au |
| Belgien (BRMA)                                                                               | —          | 4× Gold4     | 14× Platin14   | —           | 790.000      | ultratop.be |
| Brasilien (PMB)                                                                              | —          | 5× Gold5     | 4× Platin4     | 3× Diamant3 | 780.000      | pro-musicabr.org.br                                                                                            |
| Dänemark (IFPI)                                                                              | —          | 4× Gold4     | 3× Platin3     | —           | 140.000      | ifpi.dk |
| Deutschland (BVMI)                                                                           | —          | 6× Gold6     | 10× Platin10   | —           | 6.250.000    | musikindustrie.de                                                                                              |
| Europa (IFPI)                                                                                | —          | —            | 17× Platin17   | —           | (17.000.000) | ifpi.org (Memento vom 1. Januar 2014 im Internet Archive)                                                      |
| Europa (Impala)                                                                              | 2× Silber2 | —            | 10× Platin10   | —           | (4.040.000)  | Einzelnachweise                                                                                                |
| Finnland (IFPI)                                                                              | —          | 4× Gold4     | Platin1        | —           | 159.023      | ifpi.fi |
| Frankreich (SNEP)                                                                            | —          | 7× Gold7     | 3× Platin3     | Diamant1    | 2.050.000    | infodisc.fr |
| Golf-Kooperationsrat (IFPI)                                                                  | —          | Gold1        | —              | —           | 3.000        | ifpi.org |
| Griechenland (IFPI)                                                                          | —          | 5× Gold5     | —              | —           | 45.000       | Einzelnachweise                                                                                                |
| Irland (IRMA)                                                                                | —          | Gold1        | 5× Platin5     | —           | 82.500       | irishcharts.ie                                                                                                 |
| Italien (FIMI)                                                                               | —          | 5× Gold5     | 7× Platin7     | —           | 540.000      | fimi.it |
| Kanada (MC)                                                                                  | —          | 3× Gold3     | 23× Platin23   | Diamant1    | 3.220.000    | musiccanada.com                                                                                                |
| Kolumbien (ASINCOL)                                                                          | —          | Gold1        | —              | —           | 5.000        | Einzelnachweise                                                                                                |
| Mexiko (AMPROFON)                                                                            | —          | Gold1        | 2× Platin2     | —           | 425.000      | amprofon.com.mx                                                                                                |
| Neuseeland (RMNZ)                                                                            | —          | 8× Gold8     | 16× Platin16   | —           | 317.500      | aotearoamusiccharts.co.nz NZ2                                                                                  |
| Niederlande (NVPI)                                                                           | —          | 4× Gold4     | 18× Platin18   | —           | 1.330.000    | nvpi.nl |
| Norwegen (IFPI)                                                                              | —          | 7× Gold7     | 12× Platin12   | —           | 485.000      | ifpi.no |
| Österreich (IFPI)                                                                            | —          | 6× Gold6     | 3× Platin3     | —           | 245.000      | ifpi.at |
| Polen (ZPAV)                                                                                 | —          | 5× Gold5     | 16× Platin16   | —           | 600.000      | olis.pl |
| Portugal (AFP)                                                                               | —          | 3× Gold3     | 8× Platin8     | —           | 263.500      | Einzelnachweise                                                                                                |
| Russland (NFPF)                                                                              | —          | Gold1        | Platin1        | —           | 30.000       | 2m-online.ru                                                                                                   |
| Schweden (IFPI)                                                                              | —          | 4× Gold4     | 2× Platin2     | —           | 1.290.000    | sverigetopplistan.se                                                                                           |
| Schweiz (IFPI)                                                                               | —          | 6× Gold6     | 20× Platin20   | —           | 1.025.000    | hitparade.ch                                                                                                   |
| Spanien (Promusicae)                                                                         | —          | 4× Gold4     | 5× Platin5     | —           | 670.000      | elportaldemusica.es ES2                                                                                        |
| Tschechien (IFPI)                                                                            | —          | —            | 6× Platin6     | —           | 182.000      | Einzelnachweise                                                                                                |
| Ungarn (MAHASZ)                                                                              | —          | 3× Gold3     | 11× Platin11   | —           | 138.000      | slagerlistak.hu                                                                                                |
| Vereinigte Staaten (RIAA)                                                                    | —          | 7× Gold7     | 19× Platin19   | —           | 19.900.000   | riaa.com |
| Vereinigtes Königreich (BPI)                                                                 | 5× Silber5 | 12× Gold12   | 12× Platin12   | —           | 4.980.000    | bpi.co.uk |
| Insgesamt                                                                                    | 7× Silber7 | 124× Gold124 | 273× Platin273 | 5× Diamant5 |              | |